# کنتارو ساتو
کنتارو ساتو (انگلیسی: Kentaro Sato؛ زادهٔ ۱۲ مهٔ ۱۹۸۱) موسیقی‌دان اهل ژاپن است.